# Kelty

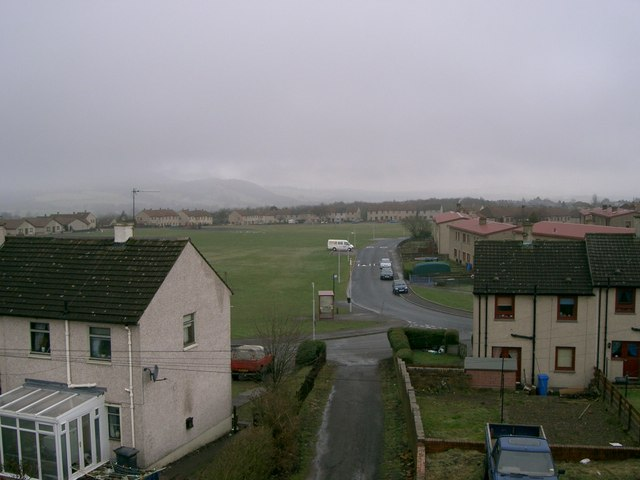
Kelty

Kelty è una città del Fife, Scozia, Regno Unito, situata in vicinanza della strada che collega Edimburgo a Perth, con una popolazione di 5.628 abitanti.
Kelty, ex centro minerario non più attivo, al centro del bacino carbonifero del Fife, è attualmente sede di molti pendolari che svolgono la propria attività lavorativa nei vicini centri maggiori.